# Região de Kitikmeot
A Região de Kitikmeot é uma região administrativa de Nunavut,Canadá. Consiste nas partes sul e leste da Ilha Victoria. Uma parte adjacente da península de Boothia, a ilha de Rei William e a porção sul da Ilha de Prince Wales Sua sede se concentra em Cambridge Bay (pop. 1.477 hab.).
Antes de 1999, a Região de Kitikmeot pertencia aos Territórios do Noroeste antes de ser dividido em Nunavut.

## Transporte
Para acessar a capital de Nunavut, Iqaluit, é díficil e caro, porque não há voos diretos nas comunidades da região. Podemos citar Kugaaruk, a mais próxima comunidade da capital, distante de Iqaluit apenas 1.069 km. Para viajar até Iqaluit são necessários USD 2.212 (Em Outubro de 2009, que envolve uma viagem partindo de Yellowknife, Territórios do Noroeste, que fica a 1.310 km ao sul de Kugaaruk, dando a viagem um total de 3.627 km.

## Comunidades/Povoados
A região é sede de dois povoados principais: Cambridge Bay e Kugluktuk. Na lista abaixo se encontra as principais comunidades e povoados da região (incluindo Cambridge Bay e Kugluktuk)
- Cambridge Bay (Iqaluktuuttiaq)

- Gjoa Haven
- Kugaaruk (Pelly Bay)
- Kugluktuk (Coppermine)
- Taloyoak (Spence Bay)

- Bathurst Inlet

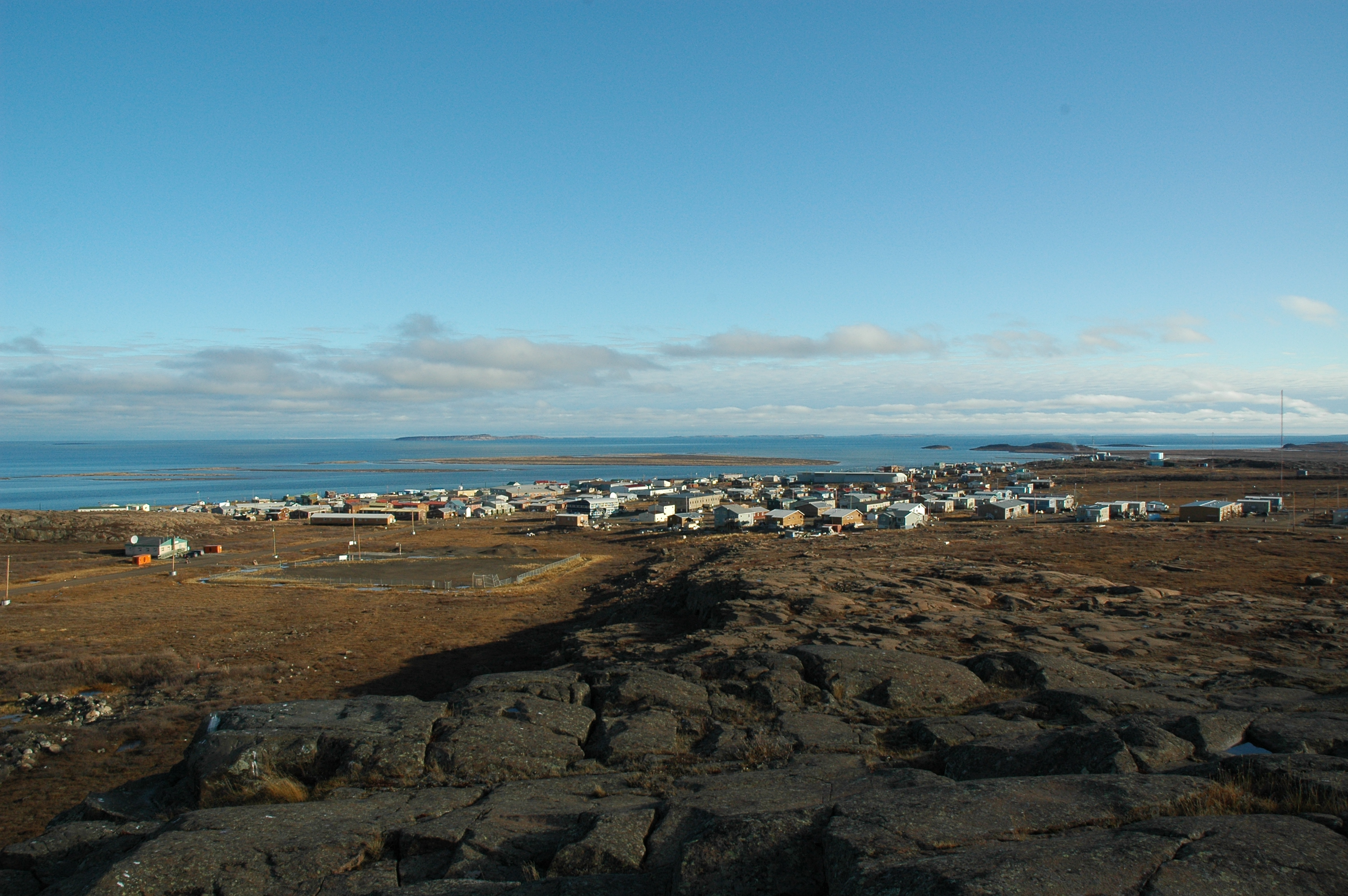
Kugluktuk,a 2ª maior comunidade de Kitikmeot

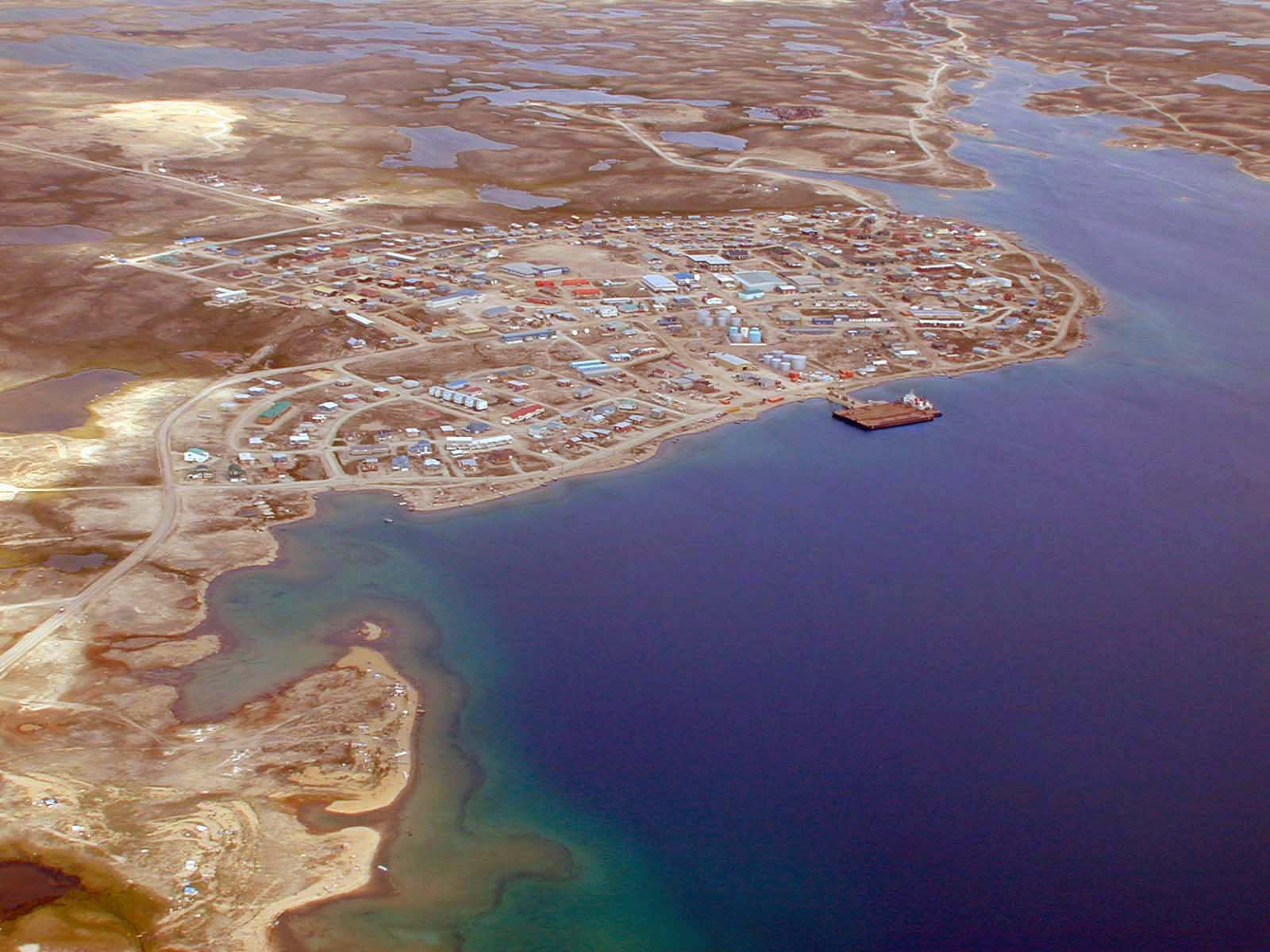
Cambridge Bay, a maior comunidade de Kitikmeot

- Umingmaktok (Umingmaktuuk) - Bay Chimo

## Áreas Protegidas
- Ovayok Territorial Park
- North West Passage Territorial Park
- Kugluk/Bloody Falls Territorial Park
- Queen Maud Gulf Bird Sanctuary

## Demografia
- População: 5.361 habitantes
- Crescimento populacional (2001-2006) : 11,3%
- Residências particulares: 1.540
- Área: 446.727,7 km2
- Densidade: 0,012 habitantes por quilômetro quadrado